# Chone bimaculata
Chone bimaculata är en ringmaskart som beskrevs av Banse och Nicholls 1968. Chone bimaculata ingår i släktet Chone och familjen Sabellidae. Inga underarter finns listade i Catalogue of Life.